# 哈里森鎮區 (阿肯色州尤寧縣)
哈里森鎮區（英語：Harrison Township）是位於美國阿肯色州尤寧縣的一個行政鎮區。

## 地方資料
哈里森鎮區的面積為301.68平方千米，當中陸地面積為287.33平方千米，而水域面積為14.35平方千米。根據2010年美國人口普查的數據，當地共有人口655人，而人口密度為每平方千米2.17人。